# Sakeasi Waqanivavalagi
Sakeasi Waqanivavalagi est un syndicaliste, homme politique et haut fonctionnaire fidjien.

## Biographie
Issu de la population autochtone du pays, il naît durant la période coloniale britannique. Formé à l'administration syndicale aux universités d'Oxford et Harvard grâce à une bourse d'études du gouvernement colonial, il est élu en 1962 secrétaire du Syndicat des Mineurs (Mineworkers' Union) des Fidji, représentant les ouvriers autochtones de la mine d'or de Vatukoula bien qu'il n'ait lui même jamais travaillé dans les mines. En juin 1966 il est l'un des cinq membres fondateurs du comité de direction du Fonds national de Providence (National Provident Fund), fonds de pension de retraite créé par A. D. Patel, où il nommé comme co-représentant des employés,.
Candidat pour le parti de l'Alliance (qui représente l'autorité des chefs autochtones) aux élections législatives de 1966, il est largement élu député de la circonscription autochtone de Viti Levu nord-ouest, et entre au Conseil législatif au moment où se prépare l'indépendance de la colonie. Siégeant sur les bancs de la majorité parlementaire, il ne soutient pas l'appel du député d'opposition R.D. Patel de nationaliser la mine d'or pour améliorer les conditions de travail des ouvriers. Il devient durant les années 1960 le président du Congrès des syndicats des Fidji (FTUC), dont le secrétaire général est alors Mohammed Ramzan, tout en demeurant secrétaire du Syndicat des Mineurs,.
Contesté par les mineurs qui estiment qu'il défend mal leurs intérêts, il est évincé en 1972 et Navitalai Raqona, mineur et militant, est élu pour lui succéder à la direction du Syndicat des Mineurs. Réélu député aux élections de cette même année, les premières après l'indépendance du pays en 1970, Sakeasi Waqanivavalagi est nommé ministre assistant au développement urbain, au logement et à la sécurité sociale dans le gouvernement du Premier ministre Ratu Sir Kamisese Mara, et quitte donc également la présidence du Congrès des syndicats des Fidji,,. Aux élections de mars 1977 il est battu dans sa circonscription par le candidat du Parti de la fédération nationale, Timoci Naco.
Il retrouve son siège de député aux élections anticipées en septembre et, en 1980, est nommé ministre de la Jeunesse et des Sports, recevant quelques mois plus tard les portefeuilles ministériels additionnels des terres et des ressources minières. Il est à nouveau battu dans sa circonscription aux élections de 1982. Il devient par la suite haut fonctionnaire, président du Fiji Vistors Bureau (l'office nationale de tourisme) puis de la Commission du Service public.
Il meurt en juin 2014.